# Blackle
Blackle es un motor de búsqueda basado en Google desarrollado por la empresa "Heap Media Australia", cuyo autor es Toby Heap. Fue lanzado en enero de 2007 y que se distingue por presentar la interfaz de Google en colores oscuros.
Está disponible en varios idiomas.

## Principios
Blackle, así como otras versiones existentes ( GoogleLightOff, EcoBuscador, Google Eco, Pub Usk'r y otras más), es una versión personalizada del motor de búsqueda Google.
El principio detrás de Blackle es el hecho de que la visualización de diferentes colores consume diferentes cantidades de energía en los monitores de ordenador de tipo CRT (aunque no es así para monitores LCD). Los creadores de Blackle citan al Departamento de Energía de EE. UU. en su página de información Energy Star  que argumenta que un monitor operando en blanco usa 74 W,  mientras el mismo monitor en negro usa 59 W. También citan un estudio de 2002 de Roberson, quien probó una variedad de monitores,  encontrando que con pantallas en negro se consumía menos energía que con la pantalla común en blanco.
Los creadores de Blackle dicen que la idea del sitio surgió de un blog, donde se estimaba que un Google "en negro" podría ahorrar 750 MWh/año.  En la página de inicio de Blackle, sus creadores proveen de un contador del número de vatios·hora que hacen ahorrar a sus usuarios de Blackle.

## Críticas
Los creadores de Blackle han sido criticados por la falta de claridad señalando el tipo, tamaño y marca de los monitores probados y su relación con el ahorro producido.  Un crítico probó 4 monitores CRT y 23 LCD, hallando que se ahorraba potencia en los monitores CRT, pero en menor cantidad a lo asegurado en el blog de Blackle.  Los monitores LCD probados mostraron un incremento en el uso de la potencia en la mayoría de los casos, aunque muchos de los más grandes (24") usaban menos energía al trabajar con pantalla en negro.